# Horizon Hobby
 (avril 2021).
Si vous disposez d'ouvrages ou d'articles de référence ou si vous connaissez des sites web de qualité traitant du thème abordé ici, merci de compléter l'article en donnant les références utiles à sa vérifiabilité et en les liant à la section « Notes et références ».
Horizon Hobby, LLC. est un distributeur international américain de produits de loisirs, dont le siège est à Champaign, dans l'Illinois (États-Unis). Elle fabrique actuellement divers modèles radiocommandés (RC) de qualité passe-temps, ainsi que des trains miniatures Athearn et des modèles moulés sous pression, qu'elle vend directement aux consommateurs ainsi qu'aux détaillants amateurs. 

## Histoire
En octobre 1985, Horizon Hobby a été fondé par Rick Stephens, un entrepreneur américain.
Le 9 décembre 2013, Horizon a annoncé que la société était achetée par un groupe d'investisseurs dirigé par le PDG d'Horizon, Joe Ambrose. Le groupe comprend Mill City Capital LP, basé à Minneapolis, et Armory Capital LLC, basé à Champaign, fondé par Jacob Ambrose. 
Horizon Hobby a conclu un accord pour acheter son concurrent Hobbico en avril 2018. 
Avant d'être achetée par Horizon Hobby, la division de voitures télécommandées Losi était une société distincte fondée par Gil Losi avec la sortie du JRX2 en 1988. 
Le 7 février 2020, Horizon Hobby a publié une vidéo sur YouTube.com parlant du nouveau règlement proposé par la FAA sur l'identification à distance. 